# راتسی (مینه‌سوتا)
راتسی، مینه‌سوتا (به انگلیسی: Rothsay, Minnesota) یک شهر در ایالات متحده آمریکا است که در مینه‌سوتا واقع شده‌است.

## خصوصیات
راتسی ۲٫۲۸ کیلومترمربع مساحت و ۴۹۳ نفر جمعیت دارد و ۳۶۹ متر بالاتر از سطح دریا واقع شده‌است.